# Kaple svatého Antonína (Úhrov)
Kaple svatého Antonína nazývaná též Kaple svatého Antonína Paduánského je barokní kaple ve vesnici Úhrov, která je částí obce Kraborovice. Od roku 1988 je chráněna jako kulturní památka ČR. Svoji polohou na vyvýšenině v nadmořské výšce asi 392 metrů na severním okraji vesnice je kaple významnou stavbou nejen samotného Úhrova, ale vytváří přirozenou architektonickou a krajinotvornou dominantu celého okolního prostředí. Je od ní nádherný výhled do krajiny, zejména směrem k zřícenině hradu Lichnice. Vede kolem ní žlutá turistická značená trasa HB297 z Úhrova do Vilémova (a dále do Jakubovic). Přímo u kaple se nachází rozcestník  Úhrovská kaple.

## Historie
Kaple byla postavena v první polovině 18. století, stavebně dokončena někdy kolem roku 1740, možná některým z následovníků Santiniho. 
Má půdorys protáhlého osmiúhelníku s eliptickým odsazeným kněžištěm. František Vltavský, tehdejší majitel panství, nechal postavit nejen zdejší barokní zámek, ale také tuto kapli. Zakladatele kaple dodnes připomíná kamenný rodový erb nad vchodem. Proto byla součástí panského dvora, nikdy nebyla církevním majetkem. Farností vždy náležela do Vilémova, majiteli dvora tak vznikla povinnost zajišťovat jednou za tří týdny dovoz pana faráře z Vilémova do Úhrova na nedělní bohoslužbu.
Za první světové války (v roce 1916) byly dva zvony z věže kaple zabaveny pro vojenské účely. Od té doby již žádné zvony nebyly instalovány, ale oba vyřezávané držáky zvonů jsou dodnes ve věži zachovány. Roku 1948 byl objekt znárodněn. V roce 1956 byl do obce zaveden elektrický proud a osvětlení se tak dočkala i kaple. 
Do šedesátých let 20. století se v obci konaly na svatého Antonína (tj. 13. června) velké a slavné poutě. V roce 1968 byla po dlouhé době provedena větší údržba kaple (oprava omítek, výměna oken, obnova pozlacení oltáře a obrazu svatého Antonína, dále byla částečně vyměněna střešní krytina).
V 70. a 80. letech 20. století byla kaple využívána jen nepravidelně pro nedělní bohoslužby a církevní pohřby. Po roce 1989 (na základě zákona o půdě) byla kaple vrácena původnímu majiteli. Počátkem 90. let byla kaple několikrát vykradena a nenávratně tak zmizely cenné obrazy a sochy andělů.

## Rekonstrukce 2013 až 2015
Protože od roku 1968 nebyla provedena žádná větší oprava, kolem roku 2010 již do kaple zatékalo a postupně se dostala do havarijního stavu. Tehdejší majitel provedl nejnutnější provizorní opravy střešní krytiny a míst zatékání, ale bylo jasné, že stav stavby vyžaduje zásadní rekonstrukci. Po několika jednáních byla 2. listopadu 2012 podepsaná darovací smlouva a kaple včetně okolních pozemků přešla do vlastnictví obce.
Dne 17. listopadu 2012 se konala velká brigáda občanů obce, kde byly opět provedeny nejnutnější provizorní opravy. Krátce nato obec podala žádost o poskytnutí dotace na Kraj Vysočina. Po schválení této dotace a uvolnění poloviny prostředků z rozpočtu obce začala v roce 2013 první etapa rekonstrukce, zaměřená na výměnu střešní krytiny a instalaci nových střešních klempířských prvků. 
Dalším cílem bylo zpracování projektu „Stavebně historický průzkum“. V květnu 2013 se konala další brigáda občanů zaměřená na úklid vnitřních prostorů kaple po dokončení první etapy oprav. V roce 2014 proběhla druhá etapa rekonstrukce, která zahrnovala dokončení oprav střechy a dále instalaci hromosvodů a odvodnění okolí kaple. K tomu byl zvolen systém drenáži, protože žlaby by byly zanášeny padajícím listím z četných okolních stromů, což by vedlo k podmáčení základů stavby.
Během „úhrovských slavností“ 9. srpna 2014 se v kapli sešlo mnoho lidí. Krátce zde vystoupil starosta s informacemi o záměrech obce týkajících se jak oprav, tak dalšího využití památky. Po dokončení všech oprav byla kaple slavnostně otevřena (včetně bohoslužby) dne 8. 8. 2015 ve 13 hodin, opět v rámci „úhrovských slavností“.

## Fotogalerie

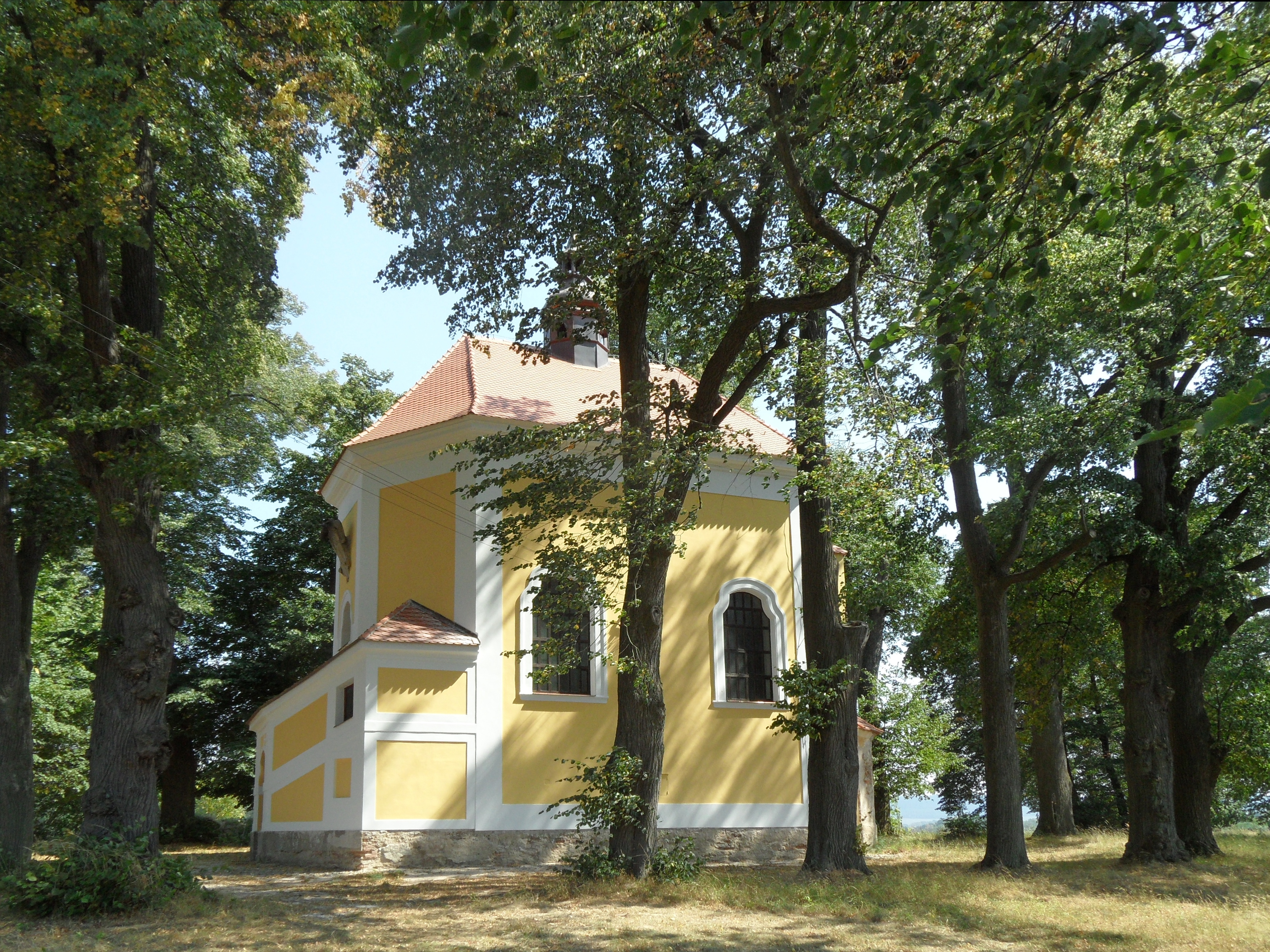
Kaple po rekonstrukci, boční pohled
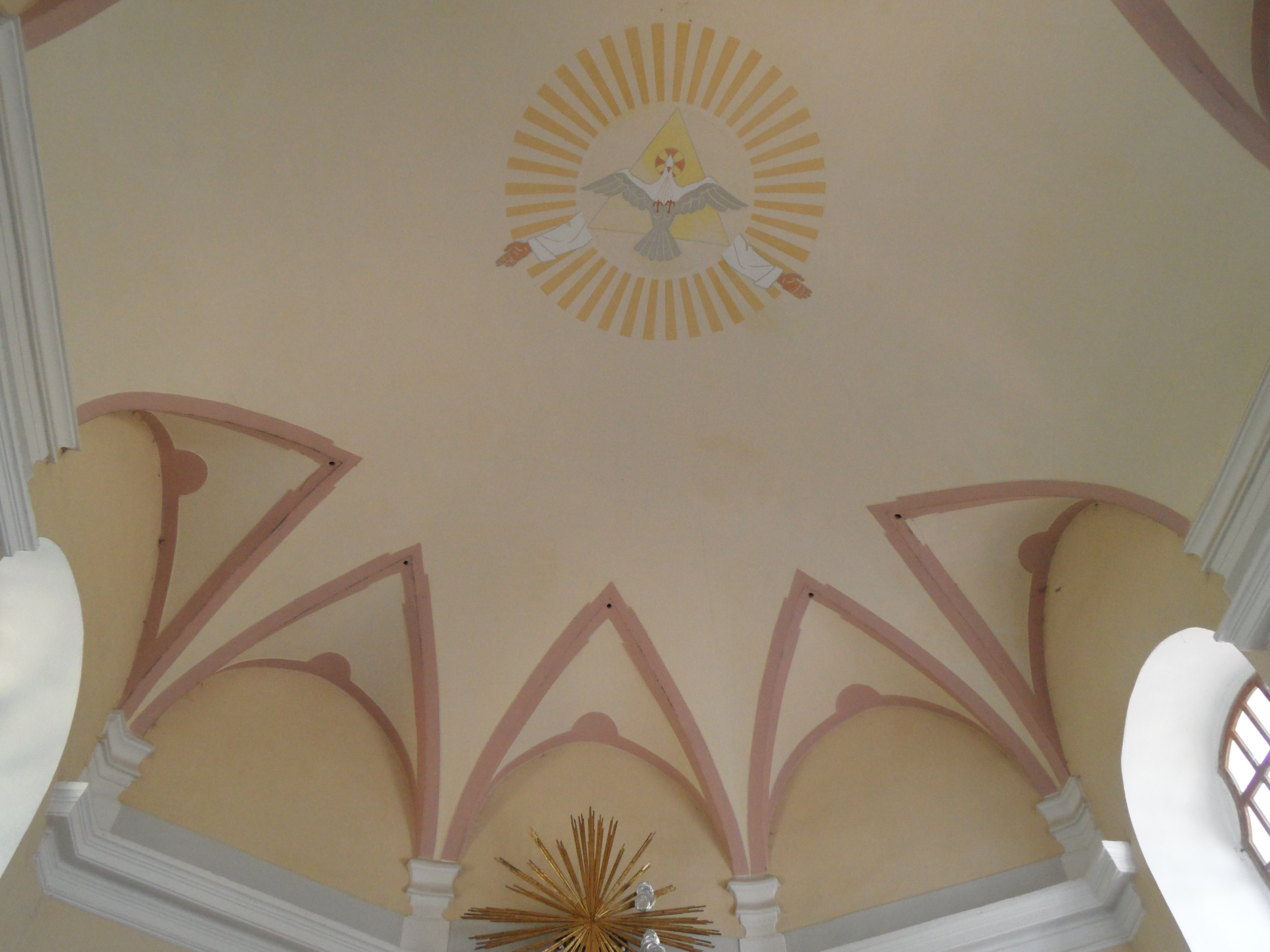
Interiér kaple, klenba
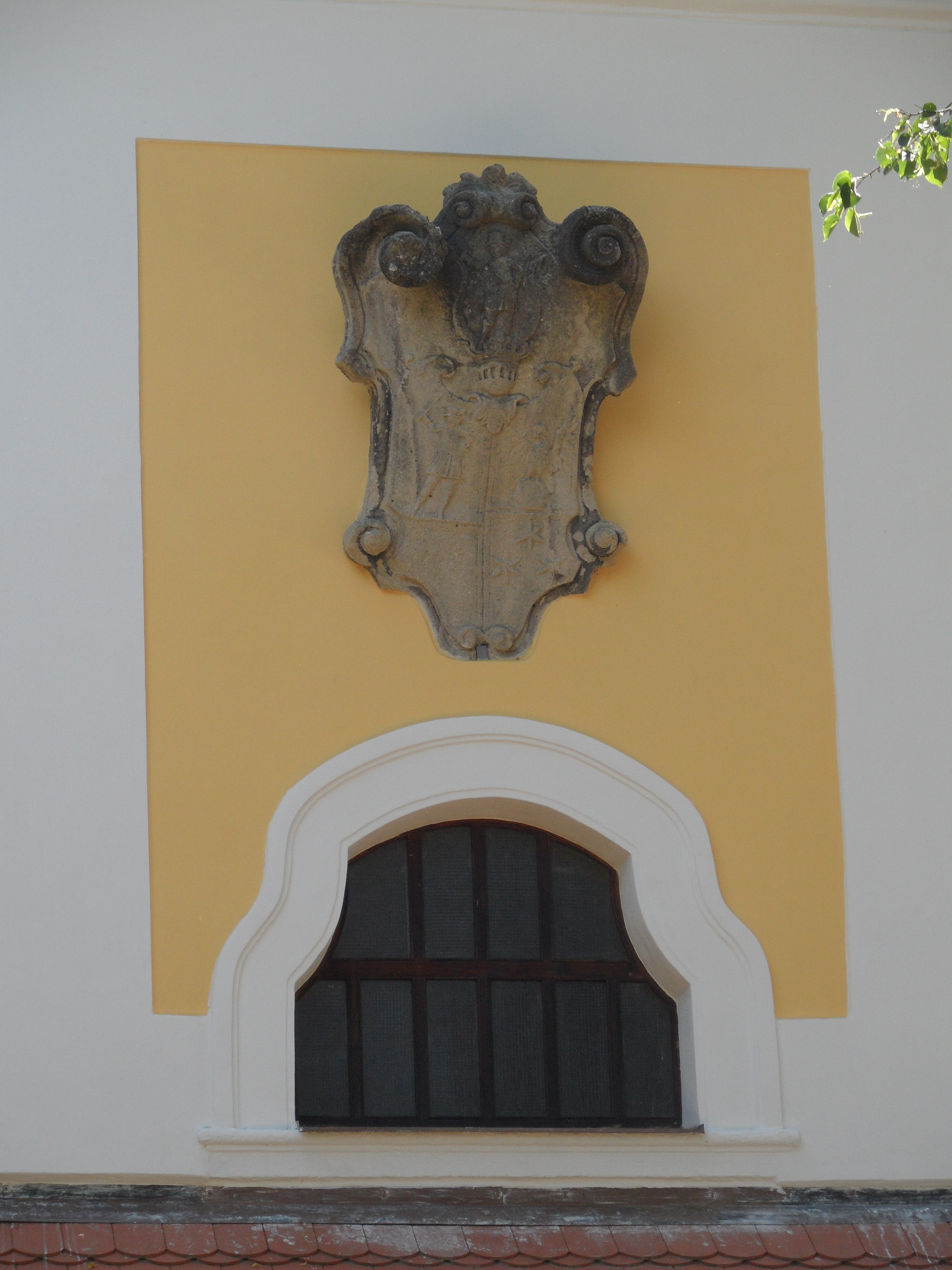
Detail vchodu, rodový erb majitele panství
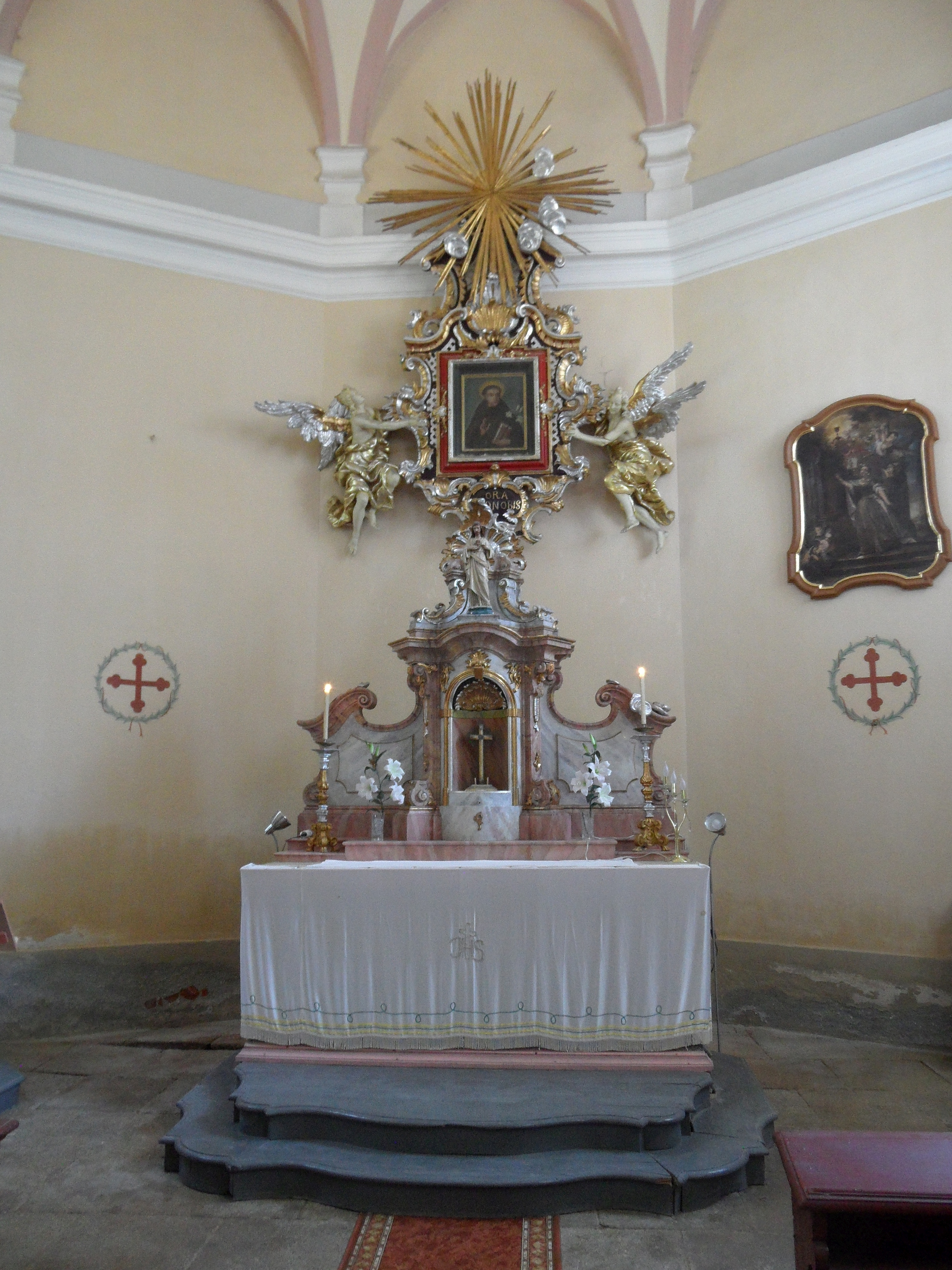
Interiér, celkový pohled
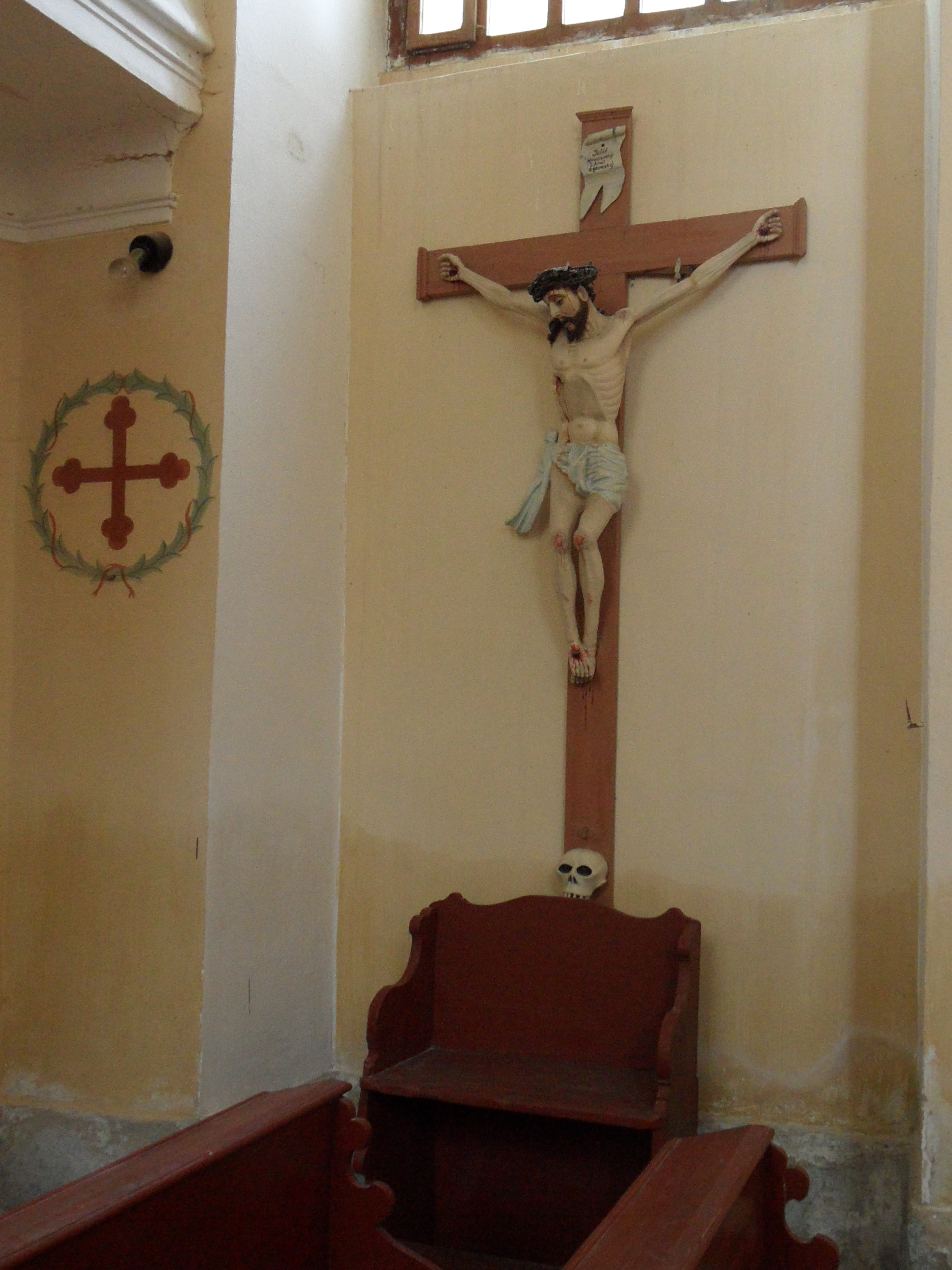
Interiér, ukřižování